# Molodaja Gwardija

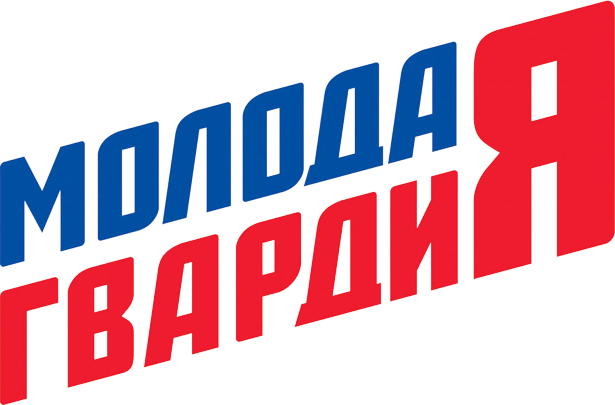
Logo

Molodaja gwardija (deutsch Junge Garde, russisch Молодая гвардия Единой России МГЕР; MGER) ist die Jugendorganisation der russischen Partei Einiges Russland.

## Geschichte
Die Bewegung wurde im April 2000 gegründet, benannt nach einer sowjetischen Widerstandsorganisation im Zweiten Weltkrieg. Im November 2005 wurde sie zur besseren Unterscheidung in Junge Garde des Einigen Russlands umbenannt und an ihrer Spitze in der damaligen russischen Jugend aus den Medien populäre Prominente eingesetzt. 2010 machte sie international Schlagzeilen, als in der Organisation die ehemalige russische Agentin Anna Chapman eine leitende Funktion übernahm. 2011 zählte die Junge Garde 100.000 Mitglieder im Alter zwischen 15 und 30 Jahren.
2012 nutzte Einiges Russland Vertreter der Jungen Garde rund um die damalige Vorsitzende Aljona Igorewna Arschinowa zur Verjüngung seiner ansonsten eher überalterten Duma-Fraktion. Der Vorsitzende der Jungen Garde ist als Nachfolger von Rudnew Maxim seit 2014 Denis Dawydow. Vor allem seit dem Niedergang des weiteren regierungsnahen Verbandes Naschi, der 2013 aufgelöst wurde, spielt die Junge Garde bei der Nachwuchsgewinnung für regierungstreue Kräfte in Russland eine zentrale Rolle und soll das Image des Regierungsnachwuchses im Ausland durch ein „gemäßigteres“ Auftreten als Naschi verbessern. Im Mai 2018 kursierten zahlreiche Presseberichte, wonach die Junge Garde auf der Straße gegen Aktionen der Oppositionellen Sergei Stanislawowitsch Udalzow und Alexei Anatoljewitsch Nawalny eingesetzt werde. Diese Berichte wurden jedoch vom Vorsitzenden der Garde Dawidow dementiert.
Seit dem Beginn der russischen Invasion der Ukraine 2022 führt die Junge Garde immer wieder vor Botschaften von westlichen Staaten, die die Ukraine im Krieg unterstützen, Protestaktionen durch.

## Inhaltliches Profil

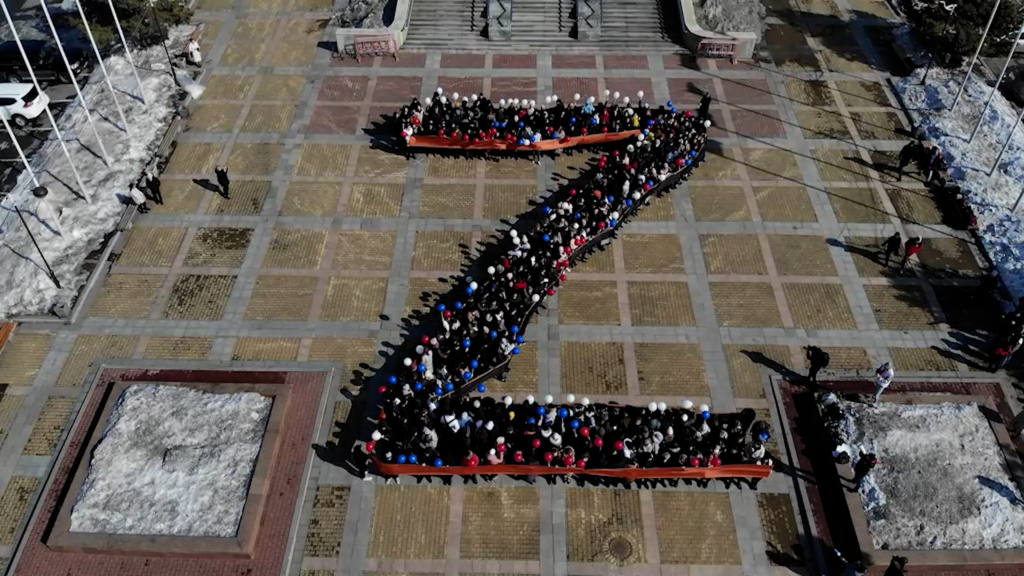
Mitglieder der Jungen Garde und Einwohner von Chabarowsk in „Z“-Formation, 11. März 2022

Im Gegensatz zum eher aggressiven Naschi tritt der Verband zurückhaltender auf und versucht regierungstreue, akademisch gebildete junge Erwachsene mit entsprechenden Veranstaltungen an die Regierungspartei heranzuführen, wofür er seine im Vergleich zu anderen russischen Jugendverbänden riesige Finanzmacht nutzt. Für eine Mitgliedschaft in der Jungen Garde muss man nicht Mitglied in der Mutterpartei sein. Zum Erreichen dieser Ziele verfügt die Junge Garde mit Stand 2025 über 180 sogenannter Zellen an russischen Universitäten und hat mit 320 Universitäten Kooperationsvereinbarungen unterzeichnet. Formell ist parteipolitische Betätigung an den Hochschulen in Russland verboten, jedoch kann die Junge Garde das Verbot durch eine Registrierung als "interregionale öffentliche Organisation" umgehen.
Die Forderungen der Garde sind dabei jugendgerecht, wie etwa zu Beginn der 2010er Jahre die für einen kostenlosen WLAN-Zugang an allen russischen Universitäten oder nach der Renovierung von Studentenwohnheimen. Die Junge Garde beschäftigt sich in der jungen Generation Russlands mit der Rekrutierung von Nachwuchsführungskräften für die Kremlpartei, während die größere und später gegründete Junarmija die Rolle einer patriotischen und staatstreuen Massenorganisation übernimmt.

## Kritik/Skandale
2010 geriet die Junge Garde in Kritik, nachdem der regierungskritische Journalist Oleg Kaschin von Unbekannten schwer zusammengeschlagen wurde. Zuvor war auf einer Webseite der Organisation dazu aufgerufen worden, ihn zu „bestrafen“.
2013 wurde die Junge Garde der systematischen Verbreitung von politischen Spam-E-Mails bezichtigt, um damit oppositionelle Aktivitäten in Russland zu stören.
2016 berichtete der Spiegel, die Junge Garde hätte ein Bündnis mit der rechtsextremen Junge Alternative für Deutschland, der damaligen Jugendorganisation der Alternative für Deutschland, geschlossen. Dieses Bündnis dementierte die Junge Garde daraufhin sowohl auf ihrer Website, als auch in einem Interview ihres Vorsitzenden Denis Alexandrowitsch Dawydow mit der deutschsprachigen Onlinezeitung Russland.ru.

## Mitglieder
- Aljona Igorewna Arschinowa, frühere Vorsitzende und Duma-Abgeordnete
- Anna Wassiljewna Chapman, frühere russische Agentin